# Lomtjärnen (Nyeds socken, Värmland)
Lomtjärnen är en sjö i Karlstads kommun i Värmland och ingår i Göta älvs huvudavrinningsområde. Sjöns area är 0,011 kvadratkilometer och den befinner sig 257 meter över havet.